# Demoscene

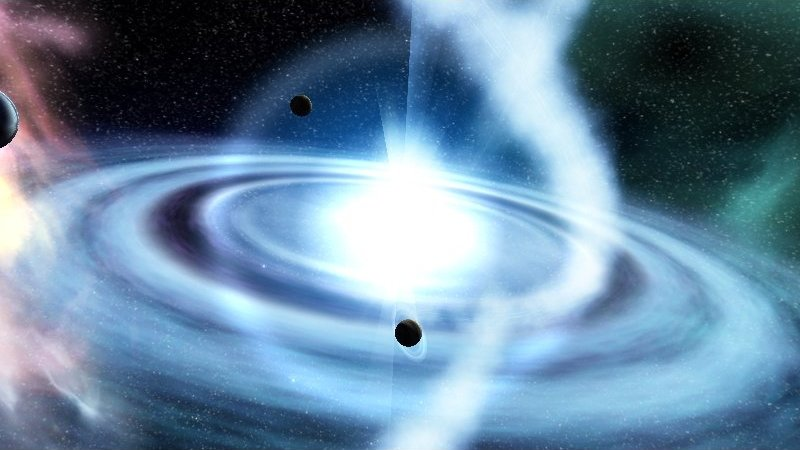
Screenshot van een demo.

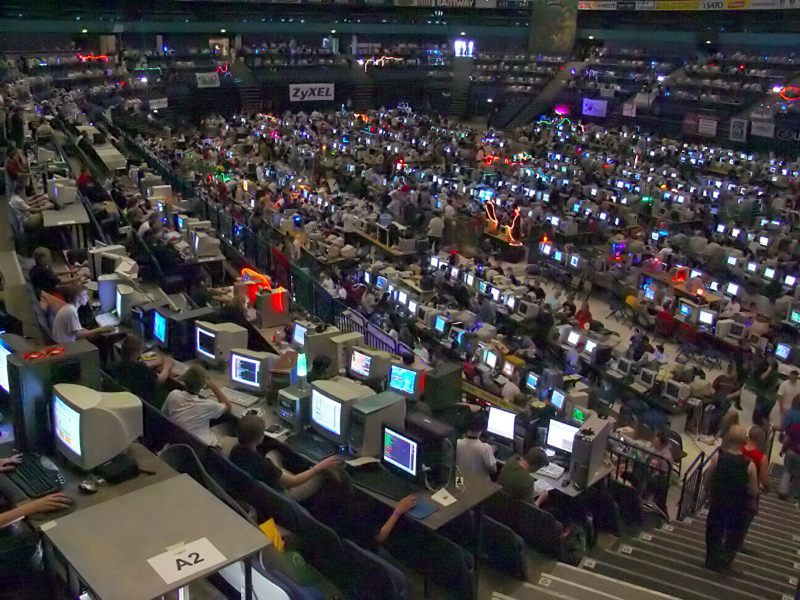
Assembly, een demoparty.

De demoscene is een subcultuur voor computerkunst die zich specialiseert in het produceren van demos, dit zijn niet-interactieve audio-visuele presentaties die real-time uitgevoerd worden op een computer. Deze demo's worden op zogenaamde demoparties in competitieverband vertoond, of online verspreid. Sommige van deze programma'tjes zijn maar 64 kilobyte groot, maar genereren ruim een gigabyte aan audio- en video-data, resulterend in soms rond de tien minuten beeld en geluid.

## Geschiedenis
Display hacks zijn computerprogramma's die als de voorloper van de demos kunnen worden gezien. De eerste display hacks verschenen al vóór 1955.
De demoscene begon toen softwarekrakers hun eigen intro's toevoegden aan de door hun gekraakte software (crack screen of crack intro). De eerste crack screens verschenen op de Apple II computer rond 1980 en waren niet veel meer dan kale tekst met de naam van de kraker of zijn groep. Gaandeweg evolueerden deze statische beelden tot indrukwekkende intro's met animatie-effecten en muziek. Uiteindelijk begonnen veel crack groups intro-achtige programma's te verspreiden, los van daaraan gekoppelde gekraakte software.